# Malayalam medio
El malayalam medio o malabar medio es el período del idioma malayalam que abarca desde el siglo XIII hasta el siglo XV d. C.
Las obras, incluidas Unniyachi Charitham, Unnichiruthevi Charitham y Unniyadi Charitham, están escritas en malayalam medio y se remontan a los siglos XIII y XIV de la era común. Los Sandesha Kavya del siglo XIV d. C. escritos en idioma Manipravalam incluyen a Unnuneeli Sandesam. La palabra Manipravalam significa literalmente Diamante-Coral o Rubí-Coral. El texto Lilatikam del siglo XIV afirma que Manipravalam es un Bhashya (idioma) donde "el malayalam y el sánscrito deben combinarse como el rubí y el coral, sin el menor rastro de discordia". Kannassa Ramayanam y Kannassa Bharatam de Rama Panikkar de los poetas Niranam que vivieron entre 1350 y 1450 son representativos de esta lengua. Los Champu Kavyas escritos por Punam Nambudiri, uno de los Pathinettara Kavikal (Dieciocho poetas y medio) en la corte del Zamorín de Calicut, también pertenecen al malayalam medio.
El antiguo idioma malayalam (siglo IX d. C. - siglo XIII d. C.) se empleó en varios registros y transacciones oficiales (a nivel de los reyes Chera Perumal, así como en las aldeas de casta superior (nambudiri)). Era una lengua de inscripción y no existía ninguna obra literaria propia, con posibles excepciones de Ramacharitam y Thirunizhalmala. Sin embargo, la literatura malayalam se separó completamente de la literatura tamil contemporánea en el período del malayalam medio. El período malayalam medio marcó el comienzo de los rasgos únicos de la literatura malayalam. Las obras literarias escritas en malayalam medio estuvieron fuertemente influenciadas por el sánscrito y el prácrito, aunque se las compara con la literatura malayalam moderna.

## Otras lecturas
- Dr. K. Ayyappa Panicker (2006). A Short History of Malayalam Literature. Thiruvananthapuram: Department of Information and Public Relations, Kerala.
- Menon, A. Sreedhara (2007). A Survey of Kerala History. DC Books. ISBN 9788126415786.
- Mathrubhumi Yearbook Plus - 2019 (Malayalam edición). Kozhikode: P. V. Chandran, Managing Editor, Mathrubhumi Printing & Publishing Company Limited, Kozhikode. 2018.